# Midland Highway
La Midland Highway (ou Midlands Highway) est le principal axe routier de la Tasmanie en Australie et fait partie de la National Highway.
Orientée nord-sud et longue de 176 km, elle relie Launceston à Hobart par les Midlands
Elle traverse du sud au nord les villes et villages de Bridgewater, Brighton, Pontville, Mangalore, Bagdad, Dysart, Kempton, Melton Mowbray, Jericho, Oatlands, Antill Ponds, Woodbury, Tunbridge, Ross, Campbell Town, Conara Junction, Cleveland, Epping Forest, Perth, Breadalbane et Kings Meadows.

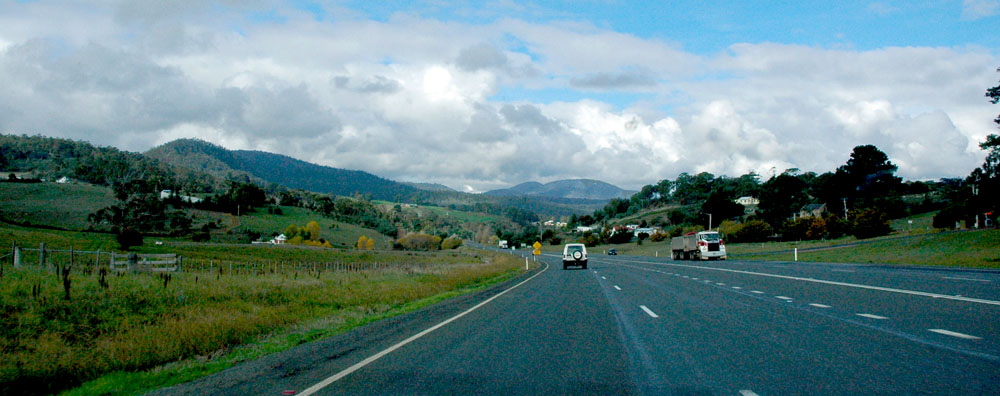
La Midland Highway à Dysart.